# Spirophorina
Spirophorina is een onderorde van sponsdieren uit de klasse van de Demospongiae (gewone sponzen).

## Families
- Azoricidae Sollas, 1888
- Samidae Sollas, 1888
- Scleritodermidae Sollas, 1888
- Siphonidiidae Lendenfeld, 1903
- Spirasigmidae Hallmann, 1912
- Tetillidae Sollas, 1886